# Erika Benítez Lizaola
Erika María Benítez Lizaola (México, siglo XX) es una astrónoma mexicana cuya investigación involucra blázares y núcleos galácticos activos. Es profesora de la Facultad de Ciencias de la Universidad Nacional Autónoma de México (UNAM) e investigadora del Instituto de Astronomía de la UNAM.

## Biografía
Benítez estudió física como pregrado en la UNAM y continuó en la UNAM para realizar estudios de doctorado en astronomía, completando su Ph.D. en 1997. Su disertación, Estudios de Variabilidad de Núcleos Activos de Galaxias, informó el descubrimiento de la galaxia anfitriona para el blázar OJ 287.
Ha trabajado como investigadora en el Instituto de Astronomía de la Universidad Nacional Autónoma de México desde 1997.

## Reconocimiento
Benítez es miembro de la Academia Mexicana de Ciencias.